# Brug bij Kuringen
De brug bij Kuringen is een liggerbrug over het Albertkanaal nabij Kuringen in de Belgische stad Hasselt. De brug maakt deel uit van de Overdemerstraat en verbindt de plaats Kuringen met de wijk Heide. De brug werd in juni 2021 afgebroken om plaats te maken voor een nieuwe, hogere boogbrug.